# Mariann Nørgaard
Mariann Nørgaard (født 29. oktober 1961 i Øster Hurup) er en dansk lærer og politiker, der siden 1993 har været medlem af Aalborg Byråd, valgt for Venstre.
Efter at have arbejdet indenfor ejendomsbranchen, bl.a. i Spar Nord og eurodan-huse, blev hun i 1992 uddannet lærer og blev ansat ved Klarup Skole. I 1993 blev hun valgt til Aalborg Byråd. I perioden fra 2002 til 2006 var hun rådmand for forsyningsvirksomhederne, og fra 2006 til 2009 var hun rådmand for teknik og miljø og blev genvalgt i år 2009. 